# Okada Satoru
Okada Satoru (岡田 智 Satoru Okada, sinh ngày 10 tháng 1 năm 1947) là cựu tổng giám đốc máy chơi trò chơi điện tử cầm tay của bộ phận thiết kế và phát triển Nintendo Research & Engineering của Nintendo. Ông được biết đến nhiều nhất với việc tạo ra Game Boy ban đầu và những kế nhiệm của nó. Ông cũng là trợ lý sản xuất, giám đốc và đóng góp cho một số trò chơi của Nintendo, đáng chú ý là Metroid, phát hành cho Nintendo Entertainment System vào năm 1986.

## Tiểu sử
Okada gia nhập Nintendo vào năm 1969 và tiếp tục làm kỹ sư tại Nintendo Research & Development 1 cùng với Yokoi Gunpei, người đã phát triển Game & Watch và máy chơi game cầm tay Game Boy cực kỳ thành công.
Năm 1996, Yokoi rời Nintendo, điều này khiến R&D1 bị chia tách, các kỹ sư của họ đã thành lập bộ phận phần cứng di động do Okada làm tổng giám đốc. Nhóm của ông thiếu Yokoi nhưng vẫn phát triển các máy chơi game cầm tay cực kỳ thành công như: Game Boy Color, Game Boy Advance, Game Boy Advance SP và Nintendo DS. Okada ban đầu phản đối thiết kế màn hình kép của Nintendo DS nhưng đã bị Yamauchi Hiroshi bác bỏ.
Okada cũng tham gia phát triển một số game Nintendo, với tư cách là giám đốc chính của Metroid, giám đốc của Kid Icarus, Solar Striker (cùng với Terasaki Keisuke) và Super Mario Land và đóng góp cho nhiều tựa game khác.
Okada đã nghỉ hưu khỏi Nintendo từ tháng 1 năm 2012.

## Công việc

### Phần mềm trò chơi
- Wild Gunman
- Duck Hunt
- Hogan's Alley
- Balloon Fight - Giám đốc
- Wrecking Crew - Giám đốc
- Metroid - Tổng Giám đốc
- Light Myth Palutena's Mirror - Giám đốc
- Miho Nakayama's Tokimeki High School - Tổng Giám đốc
- NES Tantei Club Vanished Successor - Giám đốc
- NES Wars - Giám đốc
- Super Mario Land - Giám đốc
- Solar Striker - Giám đốc (cùng với Terasaki Keisuke)
- Balloon Fight GB (Balloon Kid ở Bắc Mỹ và Châu Âu) - Cảm ơn đặc biệt
- Game Boy Wars - Sản xuất
- Fire Emblem Gaiden - Giám sát
- Bells Ring for Frogs - Cảm ơn đặc biệt
- Pocket Camera - Sản xuất (cùng với Izuishi Takehiro)
- DONKEY KONG JR.
- Loạt Ray gun series cho FMC
- Family Computer Robot
- Computer Mahjong Yakuman
- Tetris

### Phần cứng
- Game & Watch - Sản xuất (cùng với Yokoi Gunpei)
- Game Boy - Sản xuất (cùng với Yokoi Gunpei)
- Bộ chuyển đổi 4 người chơi Game Boy
- Super Nintendo Mouse - Sản xuất
- AV Family Computer
- Game Boy Pocket - Sản xuất
- Super Nintendo Entertainment System Junior
- Game Boy Lite - Sản xuất
- Game Boy Color - Sản xuất
- 64DD
- Game Boy Advance - Sản xuất
- Card eReader - Sản xuất
- Game Boy Advance SP - Sản xuất
- Nintendo DS - Sản xuất
- Game Boy Micro - Sản xuất
- Nintendo DS Lite - Sản xuất
- Nintendo DSi - Cố vấn
- Nintendo DSi LL - Cố vấn

## Khác
- N&B Block
- Laser clay shooting system
- Ray Gun SP
- Ray Phone LT
- Copilus
- Chilli tree